# Hoofdvaartsweg 162

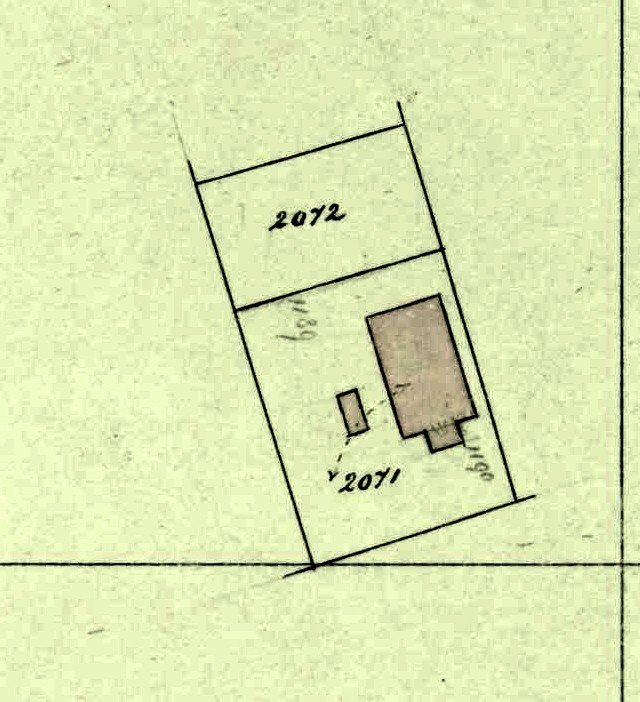
Fragment van een kadastraal hulpkaartje van Hoofdvaartsweg 162 in Assen. Daarop staat de bijbouw van het voorhuis aan de reeds bestaande schuur. Het kaartje is gemaakt op 30 april 1863.

Hoofdvaartsweg 162 in Assen is een krimpenboerderij met een langsdeel, gebouwd in de 19e eeuw. De boerderij is een rijksmonument en maakt deel uit van de historische lintbebouwing aan de Hoofdvaartsweg. Het pand is gebouwd op een kavel die oorspronkelijk deel uitmaakte van de Domeinvenen, veengronden die in 1845 door de rijksoverheid aan particulieren werden verkocht.

## Geschiedenis
Het perceel, destijds aangeduid als Domeinplaats 16, werd in 1845 verkocht aan een veencompagnie onder leiding van Wolter Hendrik Hofstede jr. Het kwam later in eigendom van Gerrit Sluis en zijn dochter Maria Rolina Sluis, die het veen in 1857 lieten afgraven.
In 1858 liet Sluis een schuur bouwen op het perceel. Het voorhuis werd pas vijf jaar later, in 1863, tegen de schuur aangebouwd. Door deze latere aanbouw ontstond de kenmerkende krimpenboerderij-vorm van het pand. De familie Sluis woonde zelf in Assen en gebruikte de boerderij waarschijnlijk als onderkomen voor pachters of beheerders.
In 1877 werd de boerderij verkocht aan Willem Penthum, die er zelf ging wonen. Vanwege financiële problemen moest hij het pand in 1884 laten veilen. Jan Drenthen kocht het pand en verkocht het in 1890 weer door aan Geertruida Balten. In deze periode woonden er pachters in de boerderij. Nadat de laatste pachter in 1904 vertrok, verkocht Balten het pand aan Hendrik Middelburg, wiens nazaten er het grootste deel van de 20e eeuw woonden.
In de jaren tachtig van de twintigste eeuw werd het oorspronkelijk links naast de boerderij staande bakhuis gesloopt. Hoewel de boerderij haar agrarische functie verloren heeft, is de oorspronkelijke hoofdvorm behouden en is een deel van de oorspronkelijke erfbeplanting nog aanwezig.

## Architectuur en waardering
De boerderij is van het krimpen-type met een langsdeel, en wordt beschouwd als zeer representatief voor dit boerderijtype dankzij de hoog opgaande voorsprong en de monumentale kap. Het woonhuisgedeelte heeft een opvallend avant-corps met verdieping en een zadel- of schilddak, gedekt met riet en aan de achterzijde voorzien van een uilebord. De kap heeft aan de voorzijde geschulpte windveren en houten pijnappels aan de hoekstijlen. De gevels zijn opgetrokken in schone, in staand verband gemetselde baksteen.
Het avant-corps heeft drie rechtgesloten zesruitsvensters op de begane grond en twee rondboogvensters met vorktracering op de verdieping. Een opmerkelijk detail is het ronde œil de bœuf op de zolderverdieping. De linker zijgevel heeft een kelderraam dat behoort bij een opkamer. Het bedrijfsgedeelte heeft een doorrit met staafankers en rechtgesloten vensters. De achtergevel en een deel van de linker zijgevel zijn in de loop der tijd vernieuwd.
De boerderij is van architectuurhistorische en cultuurhistorische waarde als een relatief zeldzaam en representatief voorbeeld van dit boerderijtype. Het pand heeft tevens landschappelijke waarde en is van belang voor de ontwikkeling van de landelijke bouwkunst in Drenthe.